# Reyniel Perdomo
Reyniel Antonio Perdomo Willis (ur. 28 kwietnia 2001 w mieście Panama) – panamski piłkarz występujący na pozycji prawego obrońcy, reprezentant Panamy, od 2025 roku zawodnik Alianzy.